# Kitanka lisia
Kitanka lisia, dawniej: pałanka kuzu, kuzu, lis workowaty (Trichosurus vulpecula) – gatunek ssaka z podrodziny kitanek (Phalangerinae) w obrębie rodziny pałankowatych (Phalangeridae).

## Taksonomia
Gatunek po raz pierwszy zgodnie z zasadami nazewnictwa binominalnego opisał w 1792 roku brytyjski przyrodnik Robert Kerr nadając mu nazwę Didelphis vulpecula. Miejsce typowe to Sydney, Nowa Południowa Walia, Australia. Opis na podstawie „Vulpine Opossum” Arthura Phillipa z 1789 roku.
Wcześniej T. vulpecula obejmował T. johnstonii ale ostatnie analizy na podstawie danych morfologicznych i molekularnych sugerują, że jest to odrębny gatunek, który żyje obok T. vulpecula w regionie Atherton, pomimo pewnego przepływu genów między nimi; niemniej jednak potrzebne są bardziej szczegółowe badania, aby zdecydowanie wykazać status taksonomiczny T. johnstonii. T. vulpecula występuje w Australii kontynentalnej i Tasmanii, a zróżnicowanie geograficzne jest głębokie. Taksonomia wymarłych populacji australijskich pozostaje nierozwiązana; w przeszłości podgatunek arnhemensis o małych rozmiarach ciała był czasami uznawany za odrębny gatunek, ale ostatnie badania morfologiczne i molekularne wskazują, że lepiej jest uznać go za podgatunek T. vulpecula.
Autorzy Illustrated Checklist of the Mammals of the World rozpoznają pięć podgatunków. Podstawowe dane taksonomiczne podgatunków (oprócz nominatywnego) przedstawia poniższa tabelka:
| Podgatunek        | Oryginalna nazwa                       | Autor i rok opisu | Miejsce typowe                                                                | Holotyp |
| ----------------- | -------------------------------------- | ----------------- | ----------------------------------------------------------------------------- | --- |
| T. v. arnhemensis | Trichosurus vulpecula var. arnhemensis | Collett, 1897     | Rzeki Daly i Katherine, Terytorium Północne, Australia.                       | (Syntypy): skóra i czaszka dorosłej samicy (sygn. NHMO 1076); skóra i czaszka dorosłego samca (sygn. NHMO 1077); skóra i czaszka dorosłej samicy (sygn. NHMO 1078); oprawiona skóra dorosłej samicy z czaszką (sygn. NHMO 1079); zamontowana skóra dorosłej samicy z czaszką (sygn. NHMO 1080); skóra i czaszka dorosłej samicy (sygn. NHMO 1083); skóra i czaszka młodego samca (sygn. NHMO 1089); skóra i czaszka dorosłego samca (sygn. 620, później BMNH 1897.4.12.3); skóra i czaszka dorosłego samca (sygn. NHMO 1091); skóra i czaszka dorosłego samca (sygn. NHMO 1096); skóra z czaszką in situ dorosłego samca (sygn. NHMO 1098); skóra i czaszka dorosłej samicy (sygn. NHMO 1100); czaszka i szkielet osobnika nieznanej płci (sygn. NHMO 136); młody osobnik zaakonserwowany w alkoholu (sygn. NHMO 668); młody osobnik zaakonserwowany w alkoholu (sygn. NHMO 669); zarodek (sygn. NHMO 22079); zarodek (sygn. NHMO 22080); zarodek, (brak numeru sygnatury); NHMO – Naturhistorisk museum, Uniwersytet w Oslo, BMNH – Muzeum Historii Naturalnej w Londynie. |
| T. v. eburacensis | Trichosurus vulpecula eburacensis      | Lönnberg, 1916    | Olen Creek, pomiędzy rzekami Coleman i Mitchell, Jork, Queensland, Australia. | Dwa dorosłe, trzy młodociane i jeden młody osobnik. |
| T. v. fuliginosus | Phalangista fuliginosa                 | Ogilby, 1831      | Tasmania, Australia.                                                          | Opis na podstawie żywego osobnika mieszkającego w Królewskim Ogrodzie Botanicznym w Sydney. |
| T. v. hypoleucus  | Phalangista hypoleucus                 | J.A. Wagner, 1855 | Stirling Range, Australia Zachodnia, Australia.                               | Na podstawie Phalangista xanthopus Ogilby. |

### Etymologia
- Trichosurus: gr. θριξ thrix, τριχος trikhos ‘włosy’; ουρα oura ‘ogon’[36].
- vulpecula: łac. vulpecula ‘lisek’, od vulpes, vulpis ‘lis’; przyrostek zdrabniający -ula[37].
- arnhemensis: Ziemia Arnhema, Australia[19].
- eburacensis: etymologia niejasna, Lönnberg nie wyjaśnił znaczenia epitetu gatunkowego[23].
- fuliginosus: nowołac. fuliginosus ‘okopcony, pokryty sadzą’, od łac. fuligo, fuliginis ‘sadza’[38].
- hypoleucus: gr. ὑπο hupo ‘pod’; λευκος leukos ‘biały’[39].

## Zasięg występowania
Kitanka lisia występuje w zależności od podgatunku:
- T. vulpecula vulpecula – wschodnia i południowa kontynentalna Australia, od środkowego Queenslandu do Wiktorii i Australii Południowej oraz rozproszone populacje w suchych obszarach środkowej Australii, w tym wyspy Magnetic i Prudhoe w Queensland oraz wyspa Thistle i Wyspa Kangura w Australii Południowej.
- kitanka krótkowłosa[25] (T. vulpecula arnhemensis) – północno-wschodnia Australia Zachodnia i Terytorium Północne, w tym Wyspa Barrowa, Melville i Bathurst.
- T. vulpecula eburacensis – półwysep Jork w północnej części Queensland.
- T. vulpecula fuliginosus – Tasmania i wyspy w Cieśninie Bassa.
- T. vulpecula hypoleucus – południowo-zachodnia Australia Zachodnia.

Gatunek introdukowany w Nowej Zelandii.

## Morfologia
Długość ciała (bez ogona) 35–55 cm, długość ogon 25–40 cm; masa ciała 1,2–4,5 kg. Niewielki, roślinożerny ssak o długim chwytnym ogonie pozbawionym sierści od strony, którą przylega do gałęzi; taka budowa ogona zwiększa znacznie jego przyczepność. Sierść jedwabista, puszysta, gęsta, szara lub brązowa.

## Ekologia
Rozród
Rozmnaża się cały rok; torba otwiera się do przodu, wewnątrz znajdują się 2 sutki; ciąża trwa 17 dni, po czym rodzą się młode, które przebywają w torbie do 5 miesiąca życia.
Pożywienie
Gatunek roślinożerny, nie gardzi jednak owadami.
Biotop
Lasy eukaliptusowe, parki i ogrody.

## Status
Gatunek liczny, inwazyjny. W Czerwonej księdze gatunków zagrożonych Międzynarodowej Unii Ochrony Przyrody i Jej Zasobów został zaliczony do kategorii LC (ang. least concern „najmniejszej troski”).